# Søren Lindsted
Søren Lindsted (ur. 2 lutego 1957 w Holbæk) – duński piłkarz grający na pozycji napastnika.

## Kariera piłkarska
Søren Lindsted karierę rozpoczął w 1976 roku w Holbæk B&I, z którym w tym samym roku dotarł do finału Pucharu Danii. Następnie wyjechał do Holandii grać w FC Twente w latach 1979-1982. Następnymi klubami w karierze Lindsteda były: KFC Winterslag (1982-1983), RFC Liège (1983-1985), Holbæk B&I (1985-1986), Kjøbenhavns Boldklub (1987) i Holbæk B&I, w którym w 1990 roku zakończył piłkarską karierę.

## Sukcesy

### Holbæk B&I
- Finał Pucharu Danii: 1976

## Film
Søren Lindsted w 1981 roku wystąpił u boku innych gwiazd piłki nożnej m.in. Pelego, Kazimierza Deyny w amerykańskiej produkcji - Ucieczka do zwycięstwa, gdzie wcielił się w postać alianta Erica Balla.